# بوآشاتل، کبک
بوآشاتل (به فرانسوی: Boischatel) شهری در منطقه شهری لا کوت-دو-بوپره ناحیه کاپیتل-ناسیونال در استان کبک کانادا است. در سرشماری سال ۲۰۱۱ این شهر ۵٬۰۲۰ نفر جمعیت داشته‌است و مساحت آن ۱۹٫۶۴ کیلومتر مربع است.